# Aktywacja idei pieniędzy
Aktywacja idei pieniędzy – poprzedzanie percepcyjne, spowodowane kontaktem z bodźcem, w tym wypadku z pieniędzmi.
Kontakt ten, jest procesem niezamierzonym i nieświadomym. Torowanie ma wpływ na późniejsze zachowanie, przetwarzanie informacji lub ocenę. Odnosi się do symbolicznej wartości pieniądza.
Udowodniono następujące efekty torowania idei pieniądza:
- mniejsza skłonność do udzielania pomocy
- mniejsza skłonność do przyjmowania pomocy
- mniejsza skłonność do działań charytatywnych
- mniejsza skłonność do pracy w grupie
- szukanie dystansu fizycznego wobec ludzi

## Klasyczny schemat badań
Klasyczne badanie wykorzystujące percepcyjne, składa się zazwyczaj z dwóch faz:
- Faza I – prezentowanie bodźca (pieniądza)
- Faza II – testowanie

Badani otrzymują zadanie do wykonania, które ma na celu sprawdzenie efektu bodźca, prezentowanego w fazie pierwszej.

## Historia pojęcia
To, że pieniądze zmieniają zachowanie ludzkie jest rzeczą powszechnie znaną od dawna. Istnieje wiele badań i literatury z zakresu psychologii i socjologii traktujących o pieniądzach jako motywatorze różnych ludzkich zachowań. Jednak niewiele jest badań, które ukazują czysto symboliczną naturę pieniędzy, niezwiązaną ani bezpośrednio, ani nawet pośrednio z siłą nabywczą i wartością pojmowaną w kategoriach transakcji ekonomicznych.
Momentem zwrotnym w badaniu wpływu pieniędzy na ludzi były badania Vohs, Mead, Goode. Dowiodły one, że do zmiany zachowania może dojść nie tylko wtedy, gdy ludzie spodziewają się nagrody w postaci pieniędzy – wystarczy sam kontakt z pieniędzmi czy to poprzez liczenie banknotów, ich dotykanie, wykonywanie zadań w tym samym pomieszczeniu, w którym leżą banknoty, oglądanie obrazków przedstawiających pieniądze, czy rozwiązywanie zadań słownych, w których się do nich odwołuje. W takich przypadkach zmiana zachowania osób badanych jest związana z przywołaniem w ich umysłach myśli o pieniądzach, czyli inaczej mówiąc, z aktywowaniem idei pieniędzy.

## Badania Vohs, Mead, Goode
Eksperymenty Vohs, Mead i Goode, są pierwszym udokumentowanym badaniami wykorzystującym efekt torowania pieniądza.
Stosując, opisaną wcześniej procedurę manipulacji wykazały, że osoby badane, u których w sposób nieświadomy wzbudzono myślenie o pieniądzach, w porównaniu osób z do grupy kontrolnej bardziej preferowały samodzielną pracę i rozrywkę oraz zachowywały większy dystans fizyczny do innych ludzi, mniej chętnie pomagały współuczestnikom badania, mniej chętnie prosiły ich o pomoc i wytrwalej pracowały samodzielnie. W dalszych badaniach, tych samych autorów, wykazano także, że efekty te dotyczą nie tylko niechęci do dzielenia się własnym czasem czy wysiłkiem, ale także pieniędzmi czy innymi wartościowymi zasobami. Osoby, które najpierw rozwiązywały różne zadania związane z pieniędzmi, oferowały potem mniejsze kwoty na cel charytatywny.
Podobny efekt zaobserwowały także, polskie badaczki Agata Gąsiorowska i Anna Hełka w swoim badaniu. Osoby przesyłały mniejszą ilość pieniędzy drugiej stronie w grze ekonomiczny dyktator.

## Badania Gąsiorowska, Zaleśkiewicz, Wygrab
Wpływ aktywacji idei pieniądza, występuje już u dzieci przedszkolnych i wczesnoszkolnych. Udowodnili to w swoim eksperymencie polscy badacze. W badaniu tym uczestniczyły dzieci w wieku od 5 do 8 lat. Po torowaniu, dzieci były bardziej samolubne w grach ekonomicznych, okazywały się mniej prospołeczne, a także były mniej skore do pomocy.
Występowanie tego zjawiska u dzieci jest dowodem na to jak bardzo wpływa na ludzi symboliczne znaczenie pieniądza. Z punktu widzenia psychologii rozwojowej dzieci w tym wieku nie są jeszcze w stanie operować pieniędzmi, jako pewną wartością. Jednak znajdują się pod wpływem symbolicznej idei pieniądza.